# Arcola (Misisipi)
Arcola es un pueblo situado en el condado de Washington, Misisipi, Estados Unidos. Tiene una población estimada, a mediados de 2023, de 287 habitantes.

## Geografía
La localidad está ubicada en las coordenadas 33°16′14″N 90°52′48″O / 33.27056, -90.88000 (33.27054, -90.880002). Según la Oficina del Censo, tiene una superficie de 0.57 km², correspondientes en su totalidad a tierra firme.

## Demografía

### Censo de 2020
Según el censo de 2020, en ese momento había 304 habitantes en la localidad. La densidad de población era de 533.33 hab./km².
| Raza                   | Núm. | Porc.   |
| ---------------------- | ---- | ------- |
| Afroamericanos         | 265  | 87.17%  |
| Blancos                | 35   | 11.51%  |
| Asiáticos              | 1    | 0.33%   |
| De una mezcla de razas | 3    | 0.99%   |
| Total                  | 304  | 100.00% |

Del total de la población, el 0.33% era hispano o latino.

### Estimación 2018-2022
De acuerdo con la estimación 2018-2022 de la Oficina del Censo, los ingresos medios de los hogares de la localidad son de $25,694 y los ingresos medios de las familias son de $23,750. Alrededor del 53.8% de la población está por debajo de la línea de pobreza nacional.